# Otto Burkert
Otto Burkert (* 12. Oktober 1880 in Brieg; † 1944 in Breslau) war ein deutscher Organist und Chorleiter.

Otto Burkert ca. im Jahr 1907

Nach dem Abitur studierte Otto Burkert Kirchenmusik bei Paul Hielscher (Kantor der Brieger Nikolaikirche) und am Konservatorium Leipzig. Von 1901 bis 1912 war er Organist an der zweitgrößten Orgel Mährens im Deutschen Haus in Brünn. Ab April 1912 ging er als Organist und Kantor an die Elftausend-Jungfrauen-Kirche in Breslau, wo er zum Oberorganisten ernannt wurde. 1913 übernahm er die Betreuung der Orgel der Breslauer Jahrhunderthalle. Gemeinsam mit Gerhard Zeggert und Gerhard Bremsteller initiierte er regelmäßige Sommerorgelkonzerte an diesem bedeutenden Instrument. Mit Max Reger verband ihn eine enge Freundschaft. Dessen Choralfantasie „Straf mich nicht in deinem Zorn“ (op. 40 Nr. 2) und viele weitere Werke führte er auf und der Komponist bedankte sich bei ihm, indem er seine Zwölf Stücke für Orgel Opus 80 im Jahr 1904 Otto Burkert widmete. Mit Johannes Piersig und Gerhard Bremsteller richtete er „Musikalische Vespern“ in St. Elisabeth ein.
Er erhielt den Auftrag, Bernhard Kothes „Führer durch die Orgelliteratur“ für eine Neuherausgabe zu überarbeiten. Diese kam 1909 heraus und wurde 1931 ergänzt.
Auf Anregung von Max Schneider und in Nachfolge von diesem wurde ihm 1928 die Leitung der 1927 gegründeten Evangelischen Kirchenmusikschule Schlesiens übertragen. Es erfolgte die Ernennung zum Kirchenmusikdirektor.

## Werke
- Bruno Weigl: Handbuch der Orgelliteratur: Vollständige Umarbeitung des Führers durch die Orgelliteratur. Systematisch geordnetes Verzeichnis der Solokompositionen und instruktiven Werke für Orgel … / Zusammengestellt, mit kritischen Erläuterungen und Angaben der Schwierigkeitsgrade versehen, hrsgg. von Bernhard Kothe, Theophil Forchhammer, Otto Burkert; veröffentlicht von F. E. C. Leuckart, 1931, Leipzig
- Kirchenlieder als Anhang zum Schlesischen Gesangbuch